# Condes de Túsculo
Os condes de Túsculo foram nobres seculares mais poderosos em Lácio, perto de Roma, na atual Itália entre o século X e o século XII. Vários papas e um antipapa durante o século XI vieram de suas fileiras. Os condes de Túsculo vieram da família Theofilacto, uma família romana senatorial. Criaram e aperfeiçoaram a fórmula política do papado nobre, onde o Papa era arranjado para ser eleito unicamente a partir das fileiras dos nobres romanos. A Pornocracia, período de influência por parte de poderosos membros do sexo feminino da família também influenciaram a história papal.
Os condes de Túsculo permaneceram árbitros da política e da religião romana por mais de um século. Além da influência papal, detinham poder através de consulados leigos e membros do Senado. Tradicionalmente, eram pró-bizantinos e antialemães em sua filiação política.
Após 1049, o Papado de Túsculo chegou ao fim com a nomeação do Papa Leão IX. Na verdade, o papado de Túsculo foi o grande responsável pela reação conhecida como reforma gregoriana. Os eventos subseqüentes (de 1062 em diante) confirmaram uma mudança de política regional, como os condes viera a lado com o Sacro Imperador Romano contra a Roma dos reformadores. Em 1059, o decreto papal (reforma eleitoral), do Papa Nicolau II estabeleceu novas regras para a eleição papal, portanto, pôs fim à fórmula nobre do papado.

## Condes e seus títulos
- antes de 924: Teofilato I
- até 924: Alberico I de Espoleto, cônsul, genro
- 924-954: Alberico II de Espoleto, filho
- antes de 1013: Gregório I, filho (Excellentissimus vir - Praefectus navalis)
- até 1012: Teofilato II, filho de Gregório I
- 1012 - 1024: Romano (Consul et dux, senator), irmão de Teofilato II e filho de Gregório I
- 1032 - 1045: Alberico III (Imperialis palatii magister Consul et dux - Comes sacri palatii La), irmão de Teofilato II e Romano;
- 1024 - 1032: Teofilato III, filho de Alberico III
- 1044 - 1058: Gregório II (Consul, nobilis vir, senator Comes Tusculanensis), filho de Alberico III
- 1058 - 1108: Gregório III , (Comes Tusculanensis Consul, illustris), filho de Gregório II
- 1108 - 1126: Ptolomeu I (Tolomeo I), (Consul, comes Tusculanus), filho de Gregório III;
- 1126 - 1153: Ptolomeu II (Tolomeo II), (Illustrissimus, dominus Consul et dux) filho de Ptolomeu I;
- 1153 - 1167: Jonathan (Comes de Tusculano) co-regente com Raino filho de Ptolomeu II;
- 1153 - 1179: Raino (Nobilis vir, dominus), irmão de Jonathan, co-regente com Jonathan.

## Papas de Túsculo
- Papa João XI, filho de Alberico I, papa de 931-935
- Papa João XII, filho de Alberico II, papa de 955-964
- Papa Bento VII, sobrinho de Alberico II, papa de 974-983
- Papa Bento VIII*, filho de Gregório I, papa de 1012-1024
- Papa João XIX*, filho de Gregório I, papa de 1024-1032
- Papa Bento IX*, filho de Alberico III, papa de 1032-1048
- Papa Bento X, filho, antipapa de 1058-1059

* Também foi conde.

## Sucessores
De acordo com a tradição, os sucessores dos Condes de Túsculo foram a família Colonna, fundada por Pedro (1099-1151), filho de Gregório III, chamado Pedro "de Columna" de seu feudo de Colonna, a leste de Roma.